# Fish Lake Valley (Nevada)
Das Fish Lake Valley ist ein 2600 km² großes Tal an der Grenze zwischen den Bundesstaaten Nevada und Kalifornien in den Vereinigten Staaten. Es befindet sich 70 km östlich des Long Valley Caldera. Das Tal wird im Osten durch die Silver Peak Range, im Westen durch die White Mountains abgegrenzt. Im Zentrum des Fish Lake Valleys befindet sich die Ortschaft Dyer. Fünf Kilometer nördlich des Ortes befindet sich der Fish Lake, nach dem das Tal benannt wurde.